# Linguapaxpriset
Linguapaxpriset är ett pris som utdelas årligen den 21 februari i samband med Internationella modersmålsdagen till "lingvister, forskare, professorer och medlemmar av samhället som ett erkännande för deras enastående arbete inom området språklig mångfald och/eller flerspråkig undervisning".
Nomineringar sker vanligtvis i slutet av föregående år.